# هنري ديلسيلير
هنري ديلسيلير (3 يونيو 1902 – 16 مايو 1975) هو مبارز بالسيف كندي راحل، مثّل بلاده في الألعاب الأولمبية الصيفية 1932.

## روابط رياضية
هنري ديلسيلير على موقع أوليمبيديا (الإنجليزية)